# Карахасань
Карахасань (рум. Carahasani) — село в Молдові в Штефан-Водському районі. Утворює окрему комуну.